# Kasjubere
Kasjubere (kasjubisk: Kaszëbi, polsk: Kaszubi) er et vestslavisk folkeslag i den nordlige del af Polen.
Kasjuberne taler kasjubisk, som er et vestslavisk sprog. De nedstammer fra de vestslaviske pomoranere i Pommern. Store dele af folket er efterhånden blevet assimileret til enten den tyske eller polske kultur. Mange kasjubere opgiver som nationalitet polsk og som etnicitet kasjubisk.
Kendte kasjubere er Polens statsminister, og tidligere formand for Det Europæiske Råd, Donald Tusk, og den tyske forfatter Günter Grass, hvis mor var af kasjubisk oprindelse.
Regionen Kasjubi hører under det polske voivodskab Województwo pomorskie.
- Kasjubisk nationalflag
- Kashuber i folkedragt
- Kasjubisk broderi